# نظرية الإطار العلائقي
نظرية الإطار العلائقي (بالإنجليزية: Relational frame theory RFT)‏، هي نظرية نفسية للغة البشرية. وُضعت هذه النظرية في الأصل من قبل عالم النفس الأمريكي والأستاذ في جامعة نيفادا ستيفن س. هايز ووُسع البحث المتعلق بها من قبل الأستاذ ديرموت بارنز هولمز وزملائه في جامعة خنت.
تزعم نظرية الإطار العلائقي ميل اللبنة الأساسية للغة البشرية ووظائف الإدراك العليا إلى تكوين العلاقات، أيْ أن للبشر قدرة على تكوين علاقات ثنائية الإتجاه بين الأشياء. يُمكن مقارنتها مع التعلم الترابطي، والذي يُناقش كيفية تكوين الحيوانات للروابط بين المنبهات عن طريق قوة هذه الترابطات في الذاكرة. مع ذلك، تزعم نظرية الإطار العلائقي عدم تحديد اللغة البشرية لقوة الترابط بين المنبهات فحسب، لكنها تُحدد أيضًا نوع العلاقة والبُعد الذي ترتبط على أساسه. على سبيل المثال، تمتلك كرة التنس شكلًا مماثلًا للبرتقالة، لكن لونها مختلف وليست صالحة للأكل. في الجملة السابقة، مثلت كل من «مماثل» و«مختلف» و«ليست» تلميحات تُحدد طبيعة العلاقة بين المنبهات، في حين حددت كل من «شكل» و«لون» و«صالحة للأكل» البعد الذي تُقام على أساسه هذه العلاقات. تزعم نظرية الإطار العلائقي أنه وبالرغم من وجود عدد كبير من العلاقات العشوائية وعدد كبير من الأبعاد التي يمكن أن ترتبط المنبهات على أساسها، فإن الوحدة الأساسية لهذه العلاقات هي لبنة اللغة البشرية أو ما يُعرف بالوظائف الإدراكية العليا.
استكشفت مئات الدراسات جوانب وتبعات عديدة للنظرية مثل ظهور أطر محددة خلال فترة الطفولة، وكيفية الجمع بين الأطر الأحادية لتشكيل ظاهرة كلامية معقدة مثل الاستعارات والتشبيهات، والكيفية التي ترتبط بها صلابة أو تلقائية العلاقات في بعض المجالات مع علم نفس الأمراض. تحاول هذه النظرية وصف عنصر أساسي من اللغة البشرية والوظائف الإدراكية العليا، وأشارت النظرية بوضوح أن هدفها هو تقديم نظرية عامة في علم النفس قادرة على تشكيل أساسٍ تستند عليه مجالات ومستويات تحليلية متعددة.
تُركز نظرية الإطار العلائقي على كيفية تعلم البشر للغة (أيْ التواصل) من خلال تفاعلهم مع البيئة المحيطة والتي تستند على المنهج الفلسفي المعروف باسم السياقية الوظيفية.

## نظرة عامة

### مقدمة
نظرية الإطار العلائقي هي نظرية سلوكية للغة البشرية. جُذرت أصولها في منهج السياقية الوظيفية وركزت على تنبؤ وإلهام السلوك الكلامي بصورة متقنة وواسعة النظر وعميقة.
التأطير العلائقي هو استجابة علائقية مستندة إلى علاقات عشوائية التطبيق ووظائف تنبيهية عشوائية. تخضع الاستجابة العلائقية إلى الاقتضاء التبادلي والاقتضاء التبادلي الاندماجي وتحوّل الوظائف التنبيهية. يُسيطَر على العلاقات والوظائف التنبيهية من خلال إشارات سياقية.

### الإشارات السياقية والوظائف التنبيهية
في اللغة البشرية، يُمكن أن تحمل كلمة أو جملة أو رمز (منبه) معاني مختلفة (وظائف)، وذلك اعتمادًا على السياق الذي توضع فيه. 
في ما يخص نظرية الإطار العلائقي، يُمكن للمنبه أن يمتلك وظائف تنبيهية مختلفة في اللغة البشرية اعتمادًا على إشارات سياقية.
خذ هاتين الجملتين على سبيل المثال:
1. هذه المهمة قطعة من الكعكة (قطعة من الكعكة تعبير في اللغة الإنجليزية بمعنى «سهل جدًا»، لذا فالمعنى هنا: هذه المهمة سهلة جدًا).
2. نعم، أريد قطعة من تلك الكعكة اللذيذة التي صنعتَها.

انطوى المنبه «كعكة» في الجملتين السابقتين على معنيين مختلفين. امتلك المنبه «كعكة» وظيفة رمزية في الجملة الأولى في ظل وجود الإشارات السياقية «هذه المهمة، وقطعة من». في حين امتلك المنبه «كعكة» وظيفة حرفية من خلال وجود الإشارات السياقية «أريد، ولذيذة، والتي صنعتَها». يُطلق على وظائف المنبه بالوظائف التنبيهية.
عند إشارة الوظيفة التنبيهية إلى خصائص فيزيائية موجودة في المنبه، مثل الكمية واللون والشكل وغيرها، تُسمى عندئذٍ بالوظائف التنبيهية اللاعشوائية. عندما تشير الوظيفة التنبيهية إلى خصائص غير فيزيائية للمنبه، مثل القيمة، تُسمى عندئذٍ بالوظائف التنبيهية العشوائية. على سبيل المثال، تُمثل قيمة ورقة نقدية من فئة دولار واحد وظيفة تنبيهية عشوائية، في حين يُمثل اللون الأخضر لها وظيفة تنبيهية لا عشوائية.

### الاستجابة العلائقية عشوائية التطبيق

#### الاستجابة العلائقية
الاستجابة العلائقية هي استجابة لأحد المنبهات استنادًا إلى علاقته بالمنبهات المتاحة الأخرى. يتمثل هذا بالأسد الذي يختار قطعة اللحم الأكبر من بين قطع اللحم الأخرى والغزال التي تختار الذكر الأقوى من بين بقية ذكور الجماعة. في المقابل، لا يُعد اختيار الحيوان لبقعة الشرب نفسها دائمًا نوعًا من أنواع الاستجابة العلائقية (لأنها لم ترتبط بمنبهات ذات مميزات أحسن/أسوء/أكبر/أصغر، إلخ.). تستند أمثلة الاستجابة العلائقية هذه إلى الخصائص الفيزيائية للمنبهات. عند استناد الاستجابة العلائقية إلى خصائص المنبهات الفيزيائية مثل الشكل والحجم والكمية وغيرها، فإنها تسمى بالاستجابة العلائقية اللاعشوائية.

#### الاستجابة العلائقية عشوائية التطبيق
تشير الاستجابة العلائقية عشوائية التطبيق إلى الاستجابة التي تستند إلى علاقات مطبقة بشكل عشوائي بين المنبهات. لا تعتمد العلاقات المطبقة بين المنبهات على الخصائص الفيزيائية لتلك المنبهات، لكنها تستند، على سبيل المثال، إلى الأهواء والأعراف الاجتماعية. على سبيل المثال، يُمكن أن يُشار إلى حيوان ما بكلمة معينة في إحدى اللغات، وفي الوقت نفسه، يُسمى هذا الحيوان نفسه بتسمية مختلفة في لغة أخرى. لذا فإن تسمية الحيوان هذه في اللغتين لا ترتبط بخصائصه الفيزيائية وإنما أُطلقت عليه هذه التسميات تبعًا للأعراف الاجتماعية. وفقًا لنظرية الإطار العلائقي، طُبّقت العلاقة بين الكلمة والحيوان بشكل عشوائي. يُمكن لنا تغيير العلاقات عشوائية التطبيق؛ إذ يتضح هذا بتفحص تاريخ اللغات والنظر إلى التغييرات الحاصلة على مر الزمان والمكان في معاني الكلمات والرموز والجمل التامة.

### الاقتضاء التبادلي
يُشير الاقتضاء التبادلي إلى استنتاج علاقة بين منبهين اثنين استنادًا إلى علاقة معلومة بين هذين المنبهين نفسيهما، على سبيل المثال، لو عُلم أن هناك علاقة من أ إلى ب، عندها يُمكن استنتاج العلاقة من ب إلى أ.
على سبيل المثال، إذا عُلم وقوف جويس أمام بيتر، فيُمكن لنا استنتاج وقوف بيتر خلف جويس. وبهذا تكون العلاقة المعلومة هي وقوف المنبه أ أمام المنبه ب، والعلاقة المستنتجة هي وقوف المنبه ب خلف المنبه أ.
يُمكن توضيح هذه الفكرة من خلال مثال آخر، إذا عُلم أن جاريد أكبر عمرًا من جايكوب، فيُستنتج أن جايكوب أصغر عمرًا من جاريد. وبهذا تكون العلاقة المعلومة هي أن المنبه أ أكبر عمرًا من المنبه ب، والعلاقة المستنتجة هي أن المنبه ب أصغر عمرًا من المنبه أ.

### الاقتضاء التبادلي الاندماجي
يُشير الاقتضاء التبادلي الاندماجي إلى استنتاج علاقات بين منبهين اثنين من علاقة معلومة لهذين المنبهين مع منبه ثالث، على سبيل المثال، لو عُلم أن هناك علاقة من أ إلى ب ومن ب إلى ج، يُمكن عندها استنتاج العلاقات من أ إلى ج ومن ج إلى أ.
هذه بعض الأمثلة المكملة للأمثلة المذكورة آنفًا:
لو عُلم أن جويس واقفة أمام بيتر وبيتر واقف أمام لوسي، يُمكن عندها استنتاج وقوف جويس أمام لوسي ووقوف لوسي خلف جويس. العلاقات المعلومة في هذا المثال هي وقوف المنبه أ أمام المنبه ب ووقوف المنبه ب أمام المنبه ج، والعلاقات المستنتجة هي: وقوف المنبه أ أمام المنبه ج ووقوف المنبه ج خلف المنبه أ.
لو عُلم أن جون أكبر عمرًا من جاريد وجاريد أكبر عمرًا من جايكوب، يُستنتج حينها أن جايكوب أصغر عمرًا من جاريد وجاريد أصغر عمرًا من جون. العلاقات المعلومة في هذا المثال هي أن المنبه أ أكبر عمرًا من المنبه ب والمنبه ب أكبر عمرًا من المنبه ج، والعلاقات المستنتجة هي أن المنبه أ أكبر عمرًا من المنبه ج والمنبه ج أصغر عمرًا من المنبه أ.
لاحظ عدم ذكر العلاقات بين أ وج مطلقًا، ولكنها استُنتجت من خلال العلاقات الأخرى.

### نقل وتحويل وظيفة المنبه
يُمكن للمنبه أن يؤدي وظائف مختلفة اعتمادًا على الإشارات السياقية. مع ذلك، قد تتغير وظيفة المنبه وفقًا لعلاقات عشوائية مع ذلك المنبه.
لنأخذ هذا الإطار العلائقي مثالًا: أ أكثر من ب وب أكثر من ج.
تمتلك هذه الحروف وظائف تنبيهية محايدة حاليًا. لكن عند إطلاق وصف «قيّم جدًا» و«امتلاكه مرغوب» على المنبه ج، عندها يُصبح أ أكثر جاذبية من ج، وذلك اعتمادًأ على العلاقات الموجودة بينهم. امتلك أ وظيفة تنبيهية محايدة قبل الإفصاح عن قيمة ج. بعد إعطاء ج قيمة تنبيهية جذابة، أصبح أ جذابًا بدوره. انتقلت الوظيفة التنبيهية الجذابة من ج إلى أ عن طريق العلاقات بين أ وب وج وتحولت وظيفة أ التنبيهية من محايدة إلى جذابة.
يُمكن تطبيق الأمر ذاته على وظيفة تنبيهية مُنفرة كأن تكون خطرة بدلًا من قيّمة، فعندما نقول أن ج خطر، يُصبح أ أكثر خطورة من ج وفقًا لهذه العلاقات.